# Aloe ferox
Aloe ferox ist eine Pflanzenart aus der Gattung der Aloen (Aloe) in der Unterfamilie der Affodillgewächse (Asphodeloideae).

## Beschreibung

### Vegetative Merkmale
Aloe ferox wächst baumförmig mit einfachen Stämmen und erreicht Wuchshöhen von bis zu 3 (selten bis zu 5) Metern. Der Stamm ist manchmal von abgestorbenen Blättern verdeckt. Die 50 bis 60 lanzettlich-schwertförmigen Laubblätter sind dicht rosettig am Stamm angeordnet. Ihre bis zu 100 Zentimeter lange und 15 Zentimeter breite Blattspreite ist mattgrün und manchmal rötlich überhaucht. Die kahle Blattoberfläche ist mit wenigen bis vielen Stacheln besetzt. An den Rändern befinden sich im Abstand von 10 bis 20 Millimetern etwa 6 Millimeter lange, rötliche bis rötlich-braune Zähne.

### Blütenstände und Blüten
Der Blütenstand ist fünf- bis achtmal verzweigt und trägt sehr dichte, zylindrische, traubige Teilblütenstände von 50 bis 80 Zentimeter Länge und 9 bis 12 Zentimeter Breite. Die Teilblütenstände laufen leicht spitz zu und sind an der Spitze etwa 6 Zentimeter breit. Die Knospen stehen waagerecht. Die eiförmig-spitzen Tragblätter sind 8 bis 10 Millimeter lang und 3 bis 5 Millimeter breit. Die scharlachroten, manchmal orangen Blüten sitzen an 4 bis 5 Millimeter langen Blütenstielen. Die 33 Millimeter langen Blüten sind leicht bauchig-keulig. An der Basis sind sie gerundet, über dem Fruchtknoten erweitert und an der Mündung leicht verengt. Ihre äußeren Perigonblätter sind auf einer Länge von 22 Millimetern nicht miteinander verwachsen. Die Staubblätter und der Griffel ragen 20 bis 25 Millimeter aus der Blüte heraus.

### Genetik
Die Chromosomenzahl ist {\displaystyle 2n=14}.

## Systematik und Verbreitung
Aloe ferox ist in Lesotho und in den südafrikanischen Provinzen Westkap, Ostkap, Freistaat und KwaZulu-Natal im trockenen Buschland verbreitet.
Die Erstbeschreibung durch Philip Miller wurde 1768 veröffentlicht.
Ein nomenklatorisches Synonym ist Pachidendron ferox (Mill.) Haw. (1821). Carl von Linné führte diese Art 1753 in Species Plantarum als Aloe perfoliata var. γ und Aloe perfoliata var. ε. Weitere Synonyme sind Aloe socotorina Masson (1773), Aloe perfoliata Thunb. (1785), Aloe perfoliata var. ferox Aiton (1789), Aloe perfoliata var. ζ Willd. (1799), Aloe muricata Haw. (1804),
Aloe supralaevis Haw. (1804), Pachidendron supralaeve (Haw.) Haw. (1821), Aloe pseudoferox Salm-Dyck (1817), Pachidendron pseudoferox (Salm-Dyck) Haw. (1821), Aloe subferox Spreng. (1826), Aloe ferox var. subferox (Spreng.) Baker (1880), Aloe ferox var. incurva Baker (1880), Aloe ferox var. hanburyi Baker (1880), Aloe galpinii Baker (1901), Aloe ferox var. galpinii (Baker) Reynolds (1937), Aloe candelabrum A.Berger (1906) und Aloe ferox var. erythrocarpa A.Berger (1908).

## Nachweise